# Warner-Lambert
A Warner-Lambert era uma empresa farmacêutica americana. Anteriormente, com duas entidades separadas, a primeira empresa foi fundada em 1856, quando William R. Warner fundou uma drogaria na Filadélfia. Warner passou a inventar um processo de revestimento de comprimidos, ganhando um lugar na Smithsonian Institution. A segunda metade do nome veio de Jordan Wheat Lambert, fundador da Lambert Pharmacal Company de St. Louis, famosa por Listerine. As duas empresas se fundiram em 1955 para formar a Warner-Lambert.

## História
Ao longo dos anos, a empresa expandiu muitas fusões e aquisições para se tornar uma concorrente internacional em vários negócios. Em 1976, Warner-Lambert assumiu a Parke-Davis , fundada em Detroit em 1866, por Hervey Parke e George Davis. Isso foi seguido por aquisições da Wilkinson Sword em março de 1993 e da Agouron Pharmaceuticals, em janeiro de 1999. Sua subsidiária Parke-Davis comercializou o medicamento antidiabético Rezulin, que teve aprovação da FDA de janeiro de 1997 a 2000.
No final da década de 1990, a Warner-Lambert formou uma aliança com a Pfizer para trazer seu medicamento, o Lipitor, para o mercado. O Lipitor foi lançado em janeiro de 1997 com sucesso retumbante, alcançando US$ 1 bilhão em vendas domésticas nos primeiros doze meses no mercado. 
Em fevereiro de 2000, a Pfizer comprou a Warner Lambert junto com todas as suas subsidiárias. A sede da Warner-Lambert em Morris Plains, Nova Jersey, posteriormente usada pela Pfizer e Johnson & Johnson, está sendo usada como sede da Honeywell em 2018.